# Fernando Pérez Calvillo
Fernando Pérez Calvillo (Tarazona, ? - ib., 7 de julio de 1404) fue un eclesiástico aragonés, obispo de Vic y de Tarazona y cardenal. 

## Biografía
Era racionero de La Seo de Zaragoza y canónigo del cabildo de la Catedral de Tarazona, cuando en la década de 1350 su hermano Pedro, que gobernaba esta última diócesis, delegó en él su administración para servir al rey Pedro IV de Aragón, enfrascado por aquel entonces en la guerra castellano-aragonesa contra Pedro I de Castilla. Durante esos años Fernando fue ascendiendo a arcipreste de Calatayud y deán de Tarazona, hasta que en 1370 marchó a la Universidad de Bolonia, de la que salió doctor en derecho canónico seis años después. 
Pronto entró a servir a su paisano el cardenal Pedro de Luna, a quien tras la muerte de Gregorio XI acompañó al cónclave de abril de 1378 que debía elegir a su sucesor, y que sería el comienzo del Gran Cisma de Occidente: a los disturbios protagonizados por la multitud, que exigía un papa romano, siguieron las desavenencias entre el recién elegido Urbano VI y los cardenales francófilos, que en septiembre invalidaron su nombramiento y, reunidos en Fondi, eligieron papa a Roberto de Ginebra, que adoptó el nombre de Clemente VII y que estableció su sede en Aviñón. Bajo la obediencia de éste, Calvillo siguió en el séquito del cardenal Luna, siendo nombrado obispo de Vich en 1383, aunque no tomó posesión de la diócesis hasta cuatro años después; su estancia en esta sede no estuvo exenta de disputas con el cabildo, que solicitó a Juan I su traslado a otra diócesis. 
Muerto su hermano Pedro en 1391, Fernando recibió la administración de la sede de Tarazona, que rigió por medio de vicarios. La coronación en 1394 del cardenal Luna como papa aceleró el ascenso de Calvillo: tras servirle en varias misiones diplomáticas en sus conversaciones con Bonifacio IX, fue creado cardenal presbítero de los SS. XII Apóstoles en el consistorio celebrado el 22 de septiembre de 1397, manteniéndose a su lado durante los años siguientes, en que el papa permaneció sitiado en Aviñón. Cuando éste logró eludir el cerco en 1403, Calvillo regresó a Tarazona, donde falleció al año siguiente. Fue sepultado frente a su hermano en la capilla de San Lorenzo que ambos habían financiado en la catedral de Tarazona. 